# 毛利勝永
毛利 勝永（もうり かつなが）は、安土桃山時代から江戸時代初期にかけての武将、大名。豊臣氏の家臣。大坂の陣で活躍。また、大坂城入りを励ました妻は戦前は銃後の守りの手本として『婦女鑑』（明治20年）などに取り上げられている。
勝永という諱は一次史料で確認できない。発給文書は全て吉政（よしまさ）と署名しており、史料では毛利吉政（森吉政）。この吉政の「政」は龍造寺政家からの一字拝領である。

## 生涯

### 前歴
天正6年（1578年）、森吉成（毛利勝信）の子として、尾張国で誕生したとされるが、近江国長浜で誕生したとする説もある。父の吉成と同じく、豊臣秀吉に家臣として仕えた。
天正15年（1587年）、九州平定を終えた秀吉は、豊前国8郡の内、黒田孝高に6郡12万石を、吉成に規矩郡、高羽郡の2郡6万石を与えて小倉の領主としたが、この6万石の内の1万石が勝永に与えられた。ただし『慶長4年諸侯分限帳』では、勝永の分を4万8,000石としている。
豊前に封された際に、秀吉の指示によって森（もり）姓から中国地方の毛利氏と同じ毛利（もり）の漢字を変えて改姓したとされるが、翌年正月19日の秀吉朱印状の宛名は｢森壱岐守とのへ｣となっているので、実際に毛利姓に変えた時期は、肥後国人一揆・豊前国人一揆の鎮圧後のことである。
天正16年（1588年）、毛利輝元の接待役となり、能興行で太鼓を披露し、輝元や公家衆との会見に相伴を許された。天正18年（1590年）、巡察師アレッサンドロ・ヴァリニャーノが再来日した際に小倉で出迎えた。
慶長2年（1597年）、朝鮮出兵に従軍。慶長の役では、蔚山倭城を救援して、明・朝鮮連合軍を撃退した際に戦功を立てた。戦地では朝鮮で入手した犬を豊臣秀次に贈って、秀次から礼状をもらっている。
慶長3年（1598年）、豊臣秀吉の死去で形見分けがなされ、遺物さださねの刀を受領。
慶長5年（1600年）の関ヶ原の戦いでは、父と同じく西軍に与し、伏見城の戦いに参加した。勝永は格別な戦功をあげて毛利輝元・宇喜多秀家より感状と3,000石の加増を受ける。しかし、毛利九左衛門（香春岳城城主）や毛利勘左衛門などの多くの家臣を失った。続く安濃津城の戦いでは、長束正家・安国寺恵瓊と共に城下の村々を焼き討ちした。
関ヶ原本戦時には、勝永は輝元家臣と共に安国寺恵瓊の指揮下に置かれた。家中も混乱状態にあり、活躍の場なく終わった。
豊前では小倉城を黒田如水（孝高）に奪われており、戦後改易となった。父と共にその身柄を加藤清正、次いで山内一豊に預けられた。旧知でもあり親交のあった山内家では1千石の封地をあてがわれ、父子とも手厚く遇されたという。殊に勝永の弟は山内姓を与えられ、山内吉近を名乗り2千石を与えられたが、慶長18年ごろ、土佐を去り紀州浅野家に仕えたとされる。一方、勝永は高知城の北部の久万村で生活をし、折々に登城をすることもあった。
慶長15年（1610年）5月25日、正室の安姫が死去したので、勝永は髪を剃って出家し、一斎と号した。翌年5月6日に父・勝信が死去し、7日に白雲院殿好雪神祇と諡して江ノ口村尾戸山喜圓坊に葬り、後に秦村泰山に改葬した。

### 大坂の陣

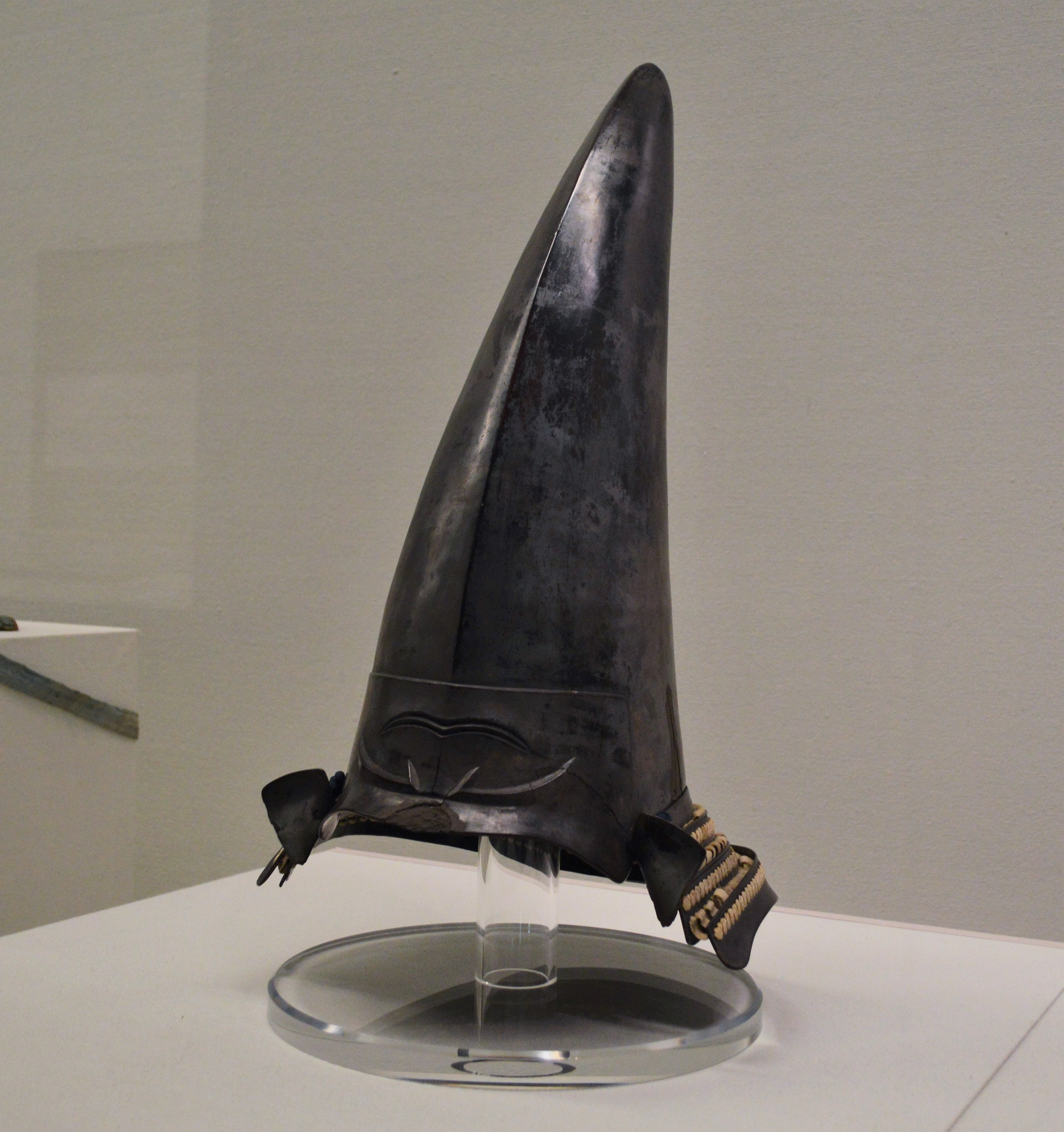
白糸威水牛兜（伝毛利勝永大坂の陣着用兜。高知県立高知城歴史博物館展示。）

慶長19年（1614年）、豊臣秀頼よりの招きを受け、土佐からの脱出を計画。その際に留守居役の山内康豊に対して、勝永は徳川方に付いた藩主・山内忠義とは昔衆道の間柄で身命を賭けて助け合う約束をしているからどうか忠義の陣中（つまり包囲側）に行かせてほしいと頼んだ。長男・毛利勝家を留守居に、次男鶴千代（太郎兵衛）を城へ人質として残すと云うので、康豊は安心して行かせたが、勝永と共に勝家も船で逃げ去り、大坂方に走った。山内忠義は激怒して、勝家の見張りだった山内四郎兵衛に切腹を命じ、鶴千代と勝永の妻と娘は城内に軟禁された。
大坂城に入城した毛利勝永は、豊臣家の譜代家臣ということもあり、諸将の信望を得て大坂城の五人衆と称された。大坂冬の陣では、城の西北隅､現在の今橋付近を守備したものの､目立った活躍はなかった。
慶長20年（1615年）、大坂夏の陣では、5月6日、道明寺の戦いで敗退した後藤基次らの敗残兵を、毛利勝永隊が収容した。勝永は、自軍の中から抽出した鉄砲隊を殿に残し、勝永自身は本隊を率いて、大坂城方面に撤収した。また樫井の戦いで、塙直之を見殺しにしたとの批判を受けて自害しようとした岡部則綱を制止している。 
7日の天王寺口の戦いでは、息子の勝家・樫井昌孝・山本公雄・竹田永翁・浅井長房ら兵4千を率いて、徳川家康本陣の正面にあたる四天王寺南門前に布陣した。本多忠朝の攻撃を受けると、真田信繁はこれに応じないように勝永に伝令し、勝永も味方を抑えようとしたが、戦闘が激しくなって断念。却って本多隊に逆襲して、忠朝、小笠原秀政・忠脩父子を瞬く間に討ち取った。続いて浅野長重・秋田実季・榊原康勝・安藤直次・六郷政乗・仙石忠政・諏訪忠恒・松下重綱・酒井家次・本多忠純といった部隊を撃破し、遂には家康の本陣に突入するという活躍を見せた。しかし、真田隊が壊滅して戦線が崩壊すると、四方から関東勢の攻撃を受けたためついに撤退を始めた。組下の毛利秀秋らも戦死した。七手組諸将が反撃に転じて藤堂高虎隊を撃ち破ると、勝永隊もこれに協力して土山でしばらく井伊直孝や細川忠興らの攻撃を防いでいたが、城内へ撤収した。
8日、その最期は、守護していた豊臣秀頼の介錯を行った後、息子・勝家、弟の山内勘解由吉近と共に蘆田矢倉（山里丸）で自害したという。享年37。
戦後、徳川家康は、土佐の山内忠義に城内に留め置かれていた母子3名を京へ護送するように命じた。10歳の太郎兵衛は斬首されたが、太郎兵衛以外の身内は助命され、土佐に戻された。

## 逸話
- 大坂の陣が近いと伝え聞いた毛利勝永は、ある日妻子に向かって「自分は豊臣家に多大な恩を受けており、秀頼公のために一命を捧げたい。しかし自分が大坂に味方すれば、残ったお前たちに難儀がかかるだろう」と嘆息し涙を流した。これを聞いた妻は「君の御為の働き、家の名誉です。残る者が心配ならば、わたくしたちはこの島の波に沈み一命を絶ちましょう」といって勝永を励ました。勝永は喜んで一計を案じ、子・勝家とともに大坂城へ馳せ参じた。のちにこれを聞いた家康は「丈夫の志のある者は、みな、斯くの如しである。彼の妻子を宥恕し、罰してはならない。」と命じ、勝永の妻と次男の太郎兵衛は城内へ招かれ保護されたという[41][注釈 2]。
- 道明寺の戦いでは濃霧のため、真田信繁、毛利勝永らの後詰が間に合わず、後藤基次ら名のある武将が討死した。遅れて合流した真田信繁は勝永に向かって「濃霧のために味方を救えず、みすみす又兵衛（後藤基次）らを死なせてしまったことを、自分は恥ずかしく思う。遂に豊臣家の御運も尽きたかもしれない」と嘆き、この場での討死を覚悟した。これを聞いた勝永は「ここで死んでも益はない。願わくば右府（豊臣秀頼）様の馬前で華々しく死のうではないか」と慰めたという[42]。
- 毛利勝永は天王寺口の決戦で多大な活躍を見せたが、これを望見していた黒田長政は僚友の加藤嘉明に「金ノ輪抜の旗指物の城兵が力戦しているが、あの大将は誰であろうか」と尋ねた。嘉明は「毛利壱岐守が子なり」と答えた。それを聞いた長政は「ついこの間まで幼若の者と思っていたが、武略に練達した大将となったものよ」と感嘆したという[43][44]。
- 当時、大坂城の戦いを見聞した宣教師は「先頭には真田及び他の一司令官毛利の豊前あり、言ふべからざる勇気を以って戦ひ、三、四回激しく敵を攻撃したれば、（中略）内府（徳川家康）も失望に陥り、日本の風習に依り、其腹を切らんとせし由」と以上のように報告した（「1615年及び1616年耶蘇会のパードレ等より同会の総長に送りし日本の年報」[45]）。真田・毛利の奮闘は『山下秘録』、『常山紀談』、『武家事記』の記述にも見える[46]。
- 江戸時代中期の文人・神沢貞幹は、自身の著した随筆『翁草』のなかで毛利勝永の活躍を賞賛し「惜しい哉後世、真田を云て毛利を不云、是毛利が不肖歟」と記している[47]。
- 大坂の陣の後、土佐山内家では勝永の旧臣・杉助左衛門に命じて勝永のことをまとめさせた。これは『毛利豊前守殿一巻』として長く山内家に伝来し、勝永に関する記録としては唯一のものである[48]。大正末年に福本日南がこれを見て『大坂城の七将星』（下掲）を書いている。現在巷間に流布している勝永の生年などは『毛利豊前守殿一巻』に基づいたものである。

## 関連作品
小説
- 池波正太郎「紅炎」（新潮文庫『黒幕』）に収録。
- 仁木英之『大坂将星伝』（星海社FICTIONS 全3巻。改題して『真田を云て、毛利を云わず 大坂将星伝』講談社文庫 全2巻）
- 中路啓太『獅子は死せず』（中公文庫）
- 今村翔吾『幸村を討て』（中央公論新社）

映画
- 真田幸村の謀略（1979年、東映） - 演：丘路千
- 茶々 天涯の貴妃（2007年、東映） - 演：松永鉄九郎
- 真田十勇士（2016年、松竹） - 演：坂東工

テレビドラマ
- 徳川家康（1983年、NHK大河ドラマ） - 演：青木義朗
- 真田太平記（1985年、NHK新大型時代劇） - 演：宮内洋
- 葵 徳川三代（2000年、NHK大河ドラマ） - 演：福中勢至郎
- 真田丸（2016年、NHK大河ドラマ） - 演：岡本健一
- どうする家康（2023年、NHK大河ドラマ） - 演：菅原卓磨

楽曲
- さくらゆき「青嵐の城」（作詞：遠野ゆき、作曲：森伸弘）

歴史本
- 学習研究社編『大坂の陣―錦城攻防史上最大の軍略』 学習研究社、1994年。